# Песьяное (Долговский сельсовет)
Песьяное — деревня в Частоозерском районе Курганской области. Входит в состав Долговского сельсовета.

## История
До 1917 года входила в состав Долговской волости Ишимского уезда Тобольской губернии. По данным на 1926 год состояла из 82 хозяйств. В административном отношении входила в состав Волчинского сельсовета Частоозерского района Ишимского округа Уральской области.

## Население
| 1989 | 2002 | 2010 |
| ---- | ---- | ---- |
| 158  | →158 | ↘97  |

По данным переписи 1926 года в деревне проживало 390 человек (175 мужчин и 215 женщин), в том числе: русские составляли 96 % населения, киргизы — 4 %.